# Liste der Justizminister von Hessen
Dieser Artikel enthält eine Liste der Justizminister von Hessen.

## Justizminister Hessen (seit 1945)
| Name                                              | Amtsantritt                                                                        | Kabinett                                  | Partei              |
| Minister der Justiz                               | Minister der Justiz                                                                | Minister der Justiz                       | Minister der Justiz |
| ------------------------------------------------- | ---------------------------------------------------------------------------------- | ----------------------------------------- | ------------------- |
| Robert Fritz                                      | 14. Oktober 1945                                                                   | Geiler                                    | parteilos           |
| Georg-August Zinn                                 | 1. November 1945 20. Dezember 1946 10. Januar 1951 19. Januar 1955 29. Januar 1959 | Geiler Stock Zinn I Zinn II Zinn III      | SPD                 |
| Minister für Erziehung, Volksbildung und Justiz   |                                                                                    |                                           |                     |
| Erwin Stein                                       | 9. November 1949                                                                   | Stock                                     | CDU                 |
| Minister der Justiz                               |                                                                                    |                                           |                     |
| Georg-August Zinn                                 | 10. Januar 1951 19. Januar 1955 29. Januar 1959                                    | Zinn I Zinn II Zinn III                   | SPD                 |
| Minister für Justiz und Bundesangelegenheiten     |                                                                                    |                                           |                     |
| Lauritz Lauritzen                                 | 31. Januar 1963                                                                    | Zinn IV                                   | SPD                 |
| Johannes Strelitz                                 | 18. Januar 1967                                                                    | Zinn V                                    | SPD                 |
| Minister der Justiz                               |                                                                                    |                                           |                     |
| Karl Hemfler                                      | 22. Oktober 1969 16. Dezember 1970                                                 | Osswald I Osswald II                      | SPD                 |
| Herbert Günther                                   | 18. Dezember 1974 20. Oktober 1976 14. Dezember 1978 4. Juli 1984                  | Osswald III Börner I Börner II Börner III | SPD                 |
| Karl-Heinz Koch                                   | 24. April 1987                                                                     | Wallmann                                  | CDU                 |
| Christine Hohmann-Dennhardt                       | 5. April 1991                                                                      | Eichel I                                  | SPD                 |
| Minister der Justiz und für Europaangelegenheiten |                                                                                    |                                           |                     |
| Rupert von Plottnitz                              | 5. April 1995                                                                      | Eichel II                                 | Grüne               |
| Minister der Justiz                               |                                                                                    |                                           |                     |
| Christean Wagner                                  | 7. April 1999 5. April 2003                                                        | Koch I Koch II                            | CDU                 |
| Jürgen Banzer                                     | 23. November 2005                                                                  | Koch II                                   | CDU                 |
| Minister der Justiz, für Integration und Europa   |                                                                                    |                                           |                     |
| Jörg-Uwe Hahn                                     | 5. Februar 2009 31. August 2010                                                    | Koch III Bouffier I                       | FDP                 |
| Minister der Justiz                               |                                                                                    |                                           |                     |
| Eva Kühne-Hörmann                                 | 18. Januar 2014 30. Mai 2022                                                       | Bouffier II Bouffier III                  | CDU                 |
| Roman Poseck                                      | 31. Mai 2022                                                                       | Rhein I                                   | CDU                 |
| Minister der Justiz und für den Rechtsstaat       |                                                                                    |                                           |                     |
| Christian Heinz                                   | 18. Januar 2024                                                                    | Rhein II                                  | CDU                 |